# Pine County
Pine County is een county in de Amerikaanse staat Minnesota.
De county heeft een landoppervlakte van 3.655 km² en telt 26.530 inwoners (volkstelling 2000). De hoofdplaats is Pine City.

## Bevolkingsontwikkeling

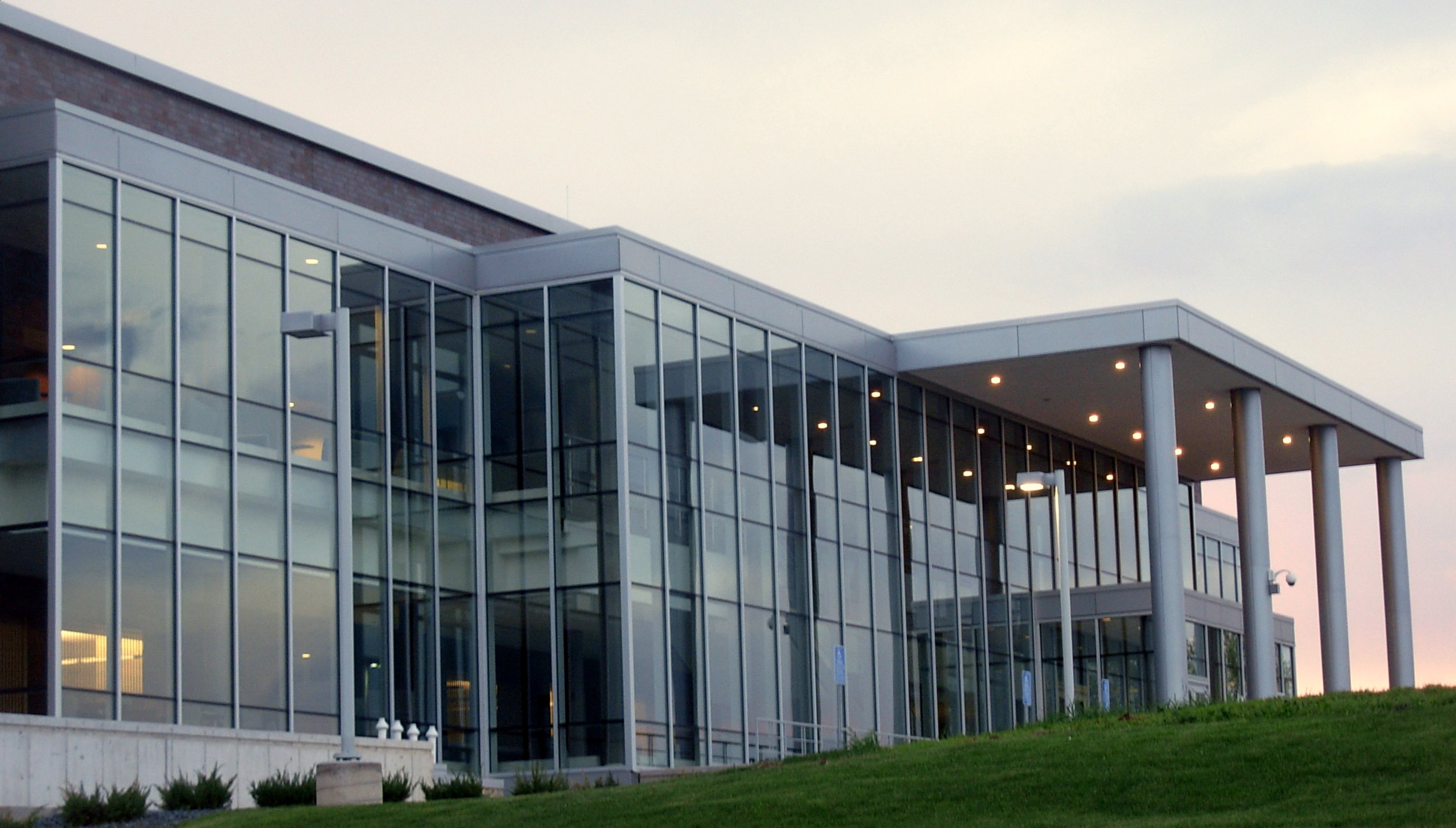
Pine County Courthouse